# Shōnen Sunday Super
Shōnen Sunday Super (少年サンデー超, Shōnen Sandē Sūpā) é uma revista mensal de mangás shōnen publicada pela Shogakukan. Concebida originalmente como uma edição especial da Shonen Sunday intitulada Shōnen Sunday Zōkan, a revista foi renomeada para Shōnen Sunday Super em 1995. A Shōnen Sunday Super frequentemente publica séries curtas, dando espaço à mangakás emergentes. 
Não é incomum que séries populares na Shōnen Sunday Super sejam transferidas para a Shōnen Sunday. Quando os mangás publicados na revista são compilados em edições tankōbon, é usada a mesma marca Shōnen Sunday Comics que é utilizada pela Shōnen Sunday. Uma vez que as edições tankōbon são publicadas, não há como saber de qual das revistas a série pertence. A intenção é não originar problemas quando uma série migra de uma revista para outra.

## Séries atuais
| Título da série                                               | Autor               | Início            |
| ------------------------------------------------------------- | ------------------- | ----------------- |
| (Kuro) no Tenshi (（くろ）の天使)                             | Hayashibara Shoichi | Maio de 2013      |
| Bestiarius (闘獣士 ベスティアリウス)                          | Kakizaki Masasumi   | Fevereiro de 2011 |
| Detective Conan Tokubetsu-hen (名探偵コナン特別編)            | Aoyama Gosho        | 1997              |
| King Golf (KING GOLF)                                         | Sasaki Ken          | Agosto de 2008    |
| Mikity Blood (ミキティ・ブラッド)                             | Kawanaka Yasushi    | Fevereiro de 2012 |
| Raichi!! (らいち!!)                                           | Takayama Akira      | Novembro de 2015  |
| Shitei Bouryoku Shoujo Shiomi-chan (指定暴力少女しおみちゃん) | Inoue Kazurou       | Maio de 2016      |

## Séries finalizadas
- Imawa no Kuni no Alice
- Samurai High School
- Chou Dokyuu Shoujo 4946
- Lasboss x Hero
- Ningyo Series
- Ginen Shounen
- Mahou no Iroha!
- Tatakae! Ryouzanpaku Shijou Saikyou no Deshi
- Monster x Monster
- Mushibugyō
- Takkoku!!!
- Mahou Gyoushounin Roma
- Yellow Dragon ga Arawareta!
- Nine
- The Unlimited: Hyoubu Kyousuke
- Natsuzora and Run
- Spriggan
- Rumic World
- Mirai No Football
- Shijou Saikyou no Deshi Kenichi Plus
- Ni no Maeshii no Tsukaikata
- Caravan Kidd
- Fake!
- Kyupiko!: Fushimatsu Tenshi no Mismanagement
- Jinrui Nekoka
- Aura: Maryuuin Kouga Saigo no Tatakai
- Undead
- Toaru Hikuushi e no Koiuta
- Plug: Full Metal Idol
- Buddy!!!
- Yagami-kun no Katei no Jijou
- Bible of Black
- Akumugari
- Nuigurumi Crash
- Mobile Suit Gundam AGE: Memories of Sid
- Dennou Kaikitan Cyberone
- Samurai Spirits: Makai Bugeichou
- Wonder School Boy
- Genmai Blade
- Justy
- Kenritsu Chikyuu Boueigun
- Atlantid
- Dust Spot!!
- Kidou Sensei Gundam: Kokui no Kariudo
- Apartment of Gundam
- Bloody Angels
- Instinct: Ookami no Ichizoku
- Nanashi wa Ittai Dare deshou?
- Shigeshita Shokun!!
- Kidou Senshi Gundam: After Jaburo